# Molekulska struktura nukleinskih kiselina
„Molekulska struktura nukleinskih kiselina:Struktura dezoksiribozne nukleinske kiseline“ je članak koji su objavili Džejms D. Votson i Fransis Krik u naučnom žurnalu Priroda (Nature) u 171. izdanju na stranicama 737–738 (25. 4.a, 1953). To je bila prva publikacija koja je opisivala otkriće strukture dvostrukog heliksa DNK. Ovo otkriće je imalo veoma veliki uticaj na biologiju, a posebno na polje genetike. 
Ovaj članak se često naziva naučnim „biserom“ zato što je kratak i sadrži odgovor na fundamentalnu misteriju živih organizama. Ta misterija je bilo pitanje kako se genetičke instrukcije čuvaju unutar organizma i kako se prenose sa generacije na generaciju. Članak daje jednostavno i elegantno rešenje, koje je svojevremeno iznenadilo mnoge biologe koji su smatrali da će DNK transmisija biti daleko kompleksnija i teža za razumevanje.

## Literatura
- Judson, Horace Freeland (1979). The Eighth Day of Creation. Makers of the Revolution in Biology. Simon and Schuster.  0-671-22540-5.
- Maddox, Brenda (2002). Rosalind Franklin: The Dark Lady of DNA.  0-06-098508-9.
- Olby, Robert (1974). The Path to The Double Helix: Discovery of DNA. MacMillan.  0-486-68117-3. (with foreword by Francis Crick; revised in 1994, with a 9 page postscript.)
- Watson, James D. (1980). The Double Helix: A Personal Account of the Discovery of the Structure of DNA. Atheneum.  0-689-70602-2. (first published in 1968)
- Wilkins, Maurice (2003). The Third Man of the Double Helix: The Autobiography of Maurice Wilkins.  0-19-860665-6.

## Spoljašnje veze
- DNK struktura.
- Linus Pauling i DNK trka